# Hagfors Flygplats
Hagfors Flygplats is een regionale luchthaven in het westen van Zweden. Het vliegveld ligt 15 minuten van het centrum van Hagfors verwijderd. In 2014 handelde de luchthaven 2406 passagiers af.
De luchthaven werd in 1986 geopend voor het middelgrote vliegverkeer. De lijndienst Torsby-Hagfors-Stockholm begon in 1993. De lijndienst wordt gesubsidieerd vanuit de overheid, luchtvaartmaatschappijen kunnen aanspraak maken op de vluchtuitvoering door middel van concessies. 
Naast lijndiensten wordt de luchthaven ook gebruikt voor rondvluchten en recreatie doeleinden.